# Нума Помпилий
Ну́ма Помпи́лий (лат. Numa Pompilius; 21 апреля 753 до н. э., Куры, Лацио — 671 до н. э., неизвестно) — согласно античной традиции, царь Рима (второй по счёту). Правил с 715 по 673/672 годы до н. э. Ему приписывается упорядочение календаря, учреждение жреческих и ремесленных коллегий, религиозных культов и празднеств Агоналий.

## Происхождение
Нума Помпилий родился в день основания Рима (21 апреля 753 года до н. э.) в семье Помпония — сабинянина по происхождению. Нума был четвёртым сыном в семье, воспитывался в строгости — его отец, хотя и занимал высокое положение в сабинской общине, не допускал никакой роскоши в своём доме. Юность Нума провёл в городе Эвре. Женился на Тации, дочери царя сабинян Тация, соправителя Ромула. Тация умерла вскоре после свадьбы, на 13 году жизни. Тяжело оплакивая эту потерю, Нума удалился в сторону Альбанских гор, в долину Ариция. Там он встретил нимфу Эгерию, которая обучила его законотворчеству.
По одной из версий, у Нумы была одна дочь — Помпилия (по одной версии она была ребёнком Тации, по другой — его второй жены, Лукреции), которая впоследствии вышла замуж за Нуму Марция и родила будущего царя Анка Марция. Плутарх упоминает, среди прочих вариантов и четырёх сыновей Нумы, Помпа, Пина, Кальпа и Мамерка, цитируя мнение неких историков о том, что от этих сыновей произошли знатные римские фамилии Помпониев, Пинариев, Кальпурниев и Эмилиев. Но такой вариант представляется сомнительным даже и ему, так как все ранние фамильные списки были уничтожены во время первого нашествия галлов, и, по видимому, принадлежит руке неизвестного составителя длинных аристократических родословных, популярных в античном мире.

## Избрание на царство

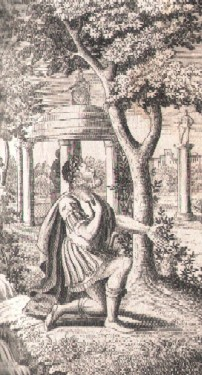
Нума Помпилий просит совет у нимфы Эгерии

После смерти Ромула сенат, состоявший в то время из ста «отцов», первое время правил без единоначалия, каждый из патрициев правил в течение суток, передавая свои полномочия другому. Но затем было решено, что коренные римляне выберут царя из среды сабинян, чтобы компенсировать тем самым факт меньшего количества сабинян в Риме. Сенаторами был избран набожный сабинянин Нума Помпилий, так как считалось, что это может укрепить союз между римлянами и сабинянами внутри города. Поначалу он отказывался от высокой чести, однако отец и Марк Марций, родственник Нумы, убедили его в том, что лишь его мудрость может научить воинственный народ Рима добиваться процветания не только войной, но и миром.

## Правление Нумы Помпилия
Следует отметить следующие достижения и нововведения, сделанные Нумой Помпилием:
- При нём были подсчитаны все земли, принадлежащие Риму, осуществлено межевание земли каменными столбами.
- Учредил ремесленные цехи, установив для каждого из них отдельные празднества. Вот что рассказывает об этом Плутарх в своих «Сравнительных жизнеописаниях»:

Народ был разделен, по роду занятий, на флейтистов, золотых дел мастеров, плотников, красильщиков, сапожников, кожевенников, медников и гончаров. Другие ремесла царь соединил вместе и образовал из них один цех. Каждый цех имел свои собрания, сходки и религиозные обряды. Таким образом, царь в первый раз изгнал ту рознь, которая заставляла одних считать и называть себя сабинянами, других — римлянами, одних гражданами Тация, других — Ромула, вследствие чего деление на цехи внесло всюду и во всем гармонию и единодушие.
- Нума Помпилий первый учредил религиозные культы. Он ввёл в народе почитание Термина (бога границ) и Фидес (богини мира и олицетворения честности при труде). Ввёл должность жрецов для служения Юпитеру, Марсу и Квирину. Наконец, он ввёл поклонение богине Весте и учредил для служения ей должность весталок.
- Им же были установлены должности фециалов и понтификов.
- Запретил человеческие жертвоприношения и ввёл бескровные (лук, волосы и т. п.).
- Нума Помпилий ввёл новый лунно-солнечный календарь, каждый год которого состоял из 355 дней. Ему же приписывается разделение дней на обычные и фесты.
- Свой дворец второй римский царь построил на Вели, между Квириналом и Палатином, что символизировало объединение двух общин: римской и сабинянской.

В отличие от всех остальных римских царей, которые активно вели войны, при Нуме Помпилии ни разу не открывались врата храма Януса, которые обычно открывались при начале вооружённых конфликтов.
На седьмой год правления Нумы Помпилия, в Италии разразилась эпидемия, в результате которой погибли тысячи человек как в самом Риме, так и в его окрестностях. Согласно легенде, однажды царь гулял в лесу, озабоченный думой о народном спасении, и вдруг с громом и молниями ему в ноги упал искусно отделанный щит. Тут же явилась покровительница Нумы Помпилия, Эгерия, и сказала, что этот щит является подарком Юпитера, и описала особый ритуал, с помощью которого можно отвратить любую беду от Рима. Нума Помпилий последовал совету богини и приказал изготовить 11 копий этого щита, которые велел повесить и хранить в храме Весты. Также царь учредил особое братство салиев, которые должны были ежегодно в марте, вооружившись этими щитами, совершать по городу священную пляску (пляска салиев).
По смерти царя нимфа, от слёз, обратилась в источник.

## Календарь Нумы Помпилия
Нума Помпилий провёл серьёзную реформу календаря, на основе которого впоследствии был введён юлианский календарь. До него римляне делили год на десять месяцев, начиная счёт с марта, и заканчивая декабрём. Согласно новому календарю, были введены два новых месяца — январь (изначально был введён Помпилием первым месяцем, и позже, «советом десяти» он был сделан предпоследним месяцем года) и февраль в честь богов Януса и Феба. Таким образом, календарь, введённый Нумой Помпилием состоял из двенадцати месяцев:
1. март (31 день),
2. апрель (29 дней),
3. май (31 день),
4. июнь (29 дней),
5. квинтилис (31 день),
6. секстилис (29 дней),
7. сентябрь (29 дней),
8. октябрь (31 день),
9. ноябрь (29 дней),
10. декабрь (29 дней),
11. январь (29 дней),
12. февраль (28 дней)

Квинтилиус и секстилиус впоследствии были переименованы в июль и август соответственно в честь Юлия Цезаря и Октавиана Августа.

## Смерть Нумы Помпилия и судьба его рукописей
Нума Помпилий умер от естественных причин в 673 г. до н. э. в возрасте 80 лет, оставив, по преданию, большое письменное наследие. Все свои книги он завещал похоронить с собой. В 181 г. до н. э. на Яникуле случайно было найдено 2 каменных ларца, с надписями на греческом и латинском языках, из которых выяснилось, что в одном ларце лежал прах Нумы Помпилия, а в другом его книги — 7 книг о понтификальном праве и 7 по греческой философии. Рукописи оказались неповреждёнными, однако городской претор решил их сжечь, так как посчитал, что в них заключены мнения, угрожающие современным религиозным представлениям римлян. Впоследствии в среде алхимиков бытовало мнение, что какие-то из рукописей Нумы Помпилия избежали огня, и в них содержится секрет философского камня. А его могилу, в свою очередь спрятали, и она до сих пор не найдена.
Новым царём Рима после смерти Нумы Помпилия стал Тулл Гостилий.

## В кино
- 1961 — Ромул и Рем — художественный фильм, режиссёр — Серджо Корбуччи, Нуму играет Энцо Черузико.